# 8. Revisionssenat des Bundesverwaltungsgerichts
Der 8. Revisionssenat ist ein Spruchkörper des Bundesverwaltungsgerichts. Er ist einer von elf Revisionssenaten, die beim Bundesverwaltungsgericht gebildet wurden.

## Zuständigkeit
Der Senat ist im Geschäftsjahr 2024 zuständig für Sachen aus den Gebieten
1. des Rechts zur Regelung von Vermögensfragen (einschließlich der Rückenteignungssachen aus dem Beitrittsgebiet, die an einem vor dem Beitritt erfolgten Eigentumsverlust anknüpfen, und der Klagen auf Feststellung der Entschädigungsberechtigung), insbesondere nach dem Vermögensgesetz und der Anmeldeverordnung, ferner nach dem Investitions- und Investitionsvorranggesetz sowie nach der Grundstücksverkehrsordnung,
2. des Entschädigungs- und Ausgleichsleistungsrechts,
3. des Rechts zur Bereinigung von SED-Unrecht,
4. des Lastenausgleichsrechts einschließlich der Schadenfeststellungen,
5. des Wirtschaftsverwaltungsrechts (einschließlich des Spielbankenrechts und des Wett- und Lotterierechts, des Ladenschlussrechts und des Arbeitszeitrechts), soweit nicht einem anderen Senat zugewiesen,
6. des Rechts des Außenhandels,
7. des Währungs- und Umstellungsrechts,
8. des Finanzdienstleistungsrechts,
9. des Gesetzes zur Verbesserung der betrieblichen Altersversorgung,
10. des Kommunalrechts einschließlich des Kommunalwahlrechts, soweit nicht das Schwergewicht bei Materien liegt, die einem anderen Senat zugewiesen sind,
11. des Treuhandgesetzes, des Kommunalvermögensgesetzes und des Vermögenszuordnungsgesetzes,
12. des Vergaberechts, soweit nicht ein anderer Senat zuständig ist,
13. des Rechts der Förderungsmaßnahmen zugunsten der gewerblichen Wirtschaft, soweit nicht dem 3. Revisionssenat zugewiesen, sowie sonstiger Fördermaßnahmen, soweit keine Zuweisung zu einem anderen Senat vorliegt,
14. des Rechts der freien Berufe,
15. des Kammerrechts, soweit nicht das Schwergewicht bei Materien liegt, die einem anderen Senat zugewiesen sind,
16. des Personenbeförderungsgesetzes, soweit nicht der 7. Revisionssenat zuständig ist (dort Nr. 4), des Güterkraftverkehrsgesetzes und der Bodenabfertigungsdienst-Verordnung,
17. des Flurbereinigungsrechts und des Rechts des ländlichen Grundstückverkehrs.

## Besetzung
Der Senat ist mit den folgenden fünf Berufsrichtern besetzt:
- Vorsitzende: Ulla Held-Daab
- Stellvertretende Vorsitzende: Petra Hoock
- Beisitzer: Robert Seegmüller, Johannes Meister, Kolja Naumann

## Vorsitzende
| Nr. | Name (Lebensdaten)             | Beginn der Amtszeit | Ende der Amtszeit  |
| --- | ------------------------------ | ------------------- | ------------------ |
| 1   | Martin Baring (1904–1989)      | 30. Januar 1959     | 30. November 1972  |
| 2   | Horst Arndt (1912–1990)        | 1973                | 30. November 1980  |
| 3   | Felix Weyreuther (1928–1997)   | 1. Dezember 1981    | 31. August 1993    |
| 4   | Manfred Kleinvogel (1935–2008) | 1. September 1993   | 31. Oktober 1997   |
| 5   | Oswin Müller (* 1939)          | 8. Januar 1998      | 31. Januar 2004    |
| 6   | Christoph Gödel (* 1945)       | 3. Mai 2004         | 30. September 2010 |
| 7   | Klaus Rennert (* 1955)         | 2. Mai 2011         | 30. Juni 2014      |
| 8   | Josef Christ (* 1956)          | 1. Juli 2014        | 30. November 2017  |
| 9   | Klaus Rennert (* 1955)         | 1. Dezember 2017    | 6. August 2018     |
| 10  | Ulla Held-Daab (* 1962)        | 7. August 2018      |                    |